# Muscles abdominaux antérolatéraux
 (mars 2013).
Si vous disposez d'ouvrages ou d'articles de référence ou si vous connaissez des sites web de qualité traitant du thème abordé ici, merci de compléter l'article en donnant les références utiles à sa vérifiabilité et en les liant à la section « Notes et références ».

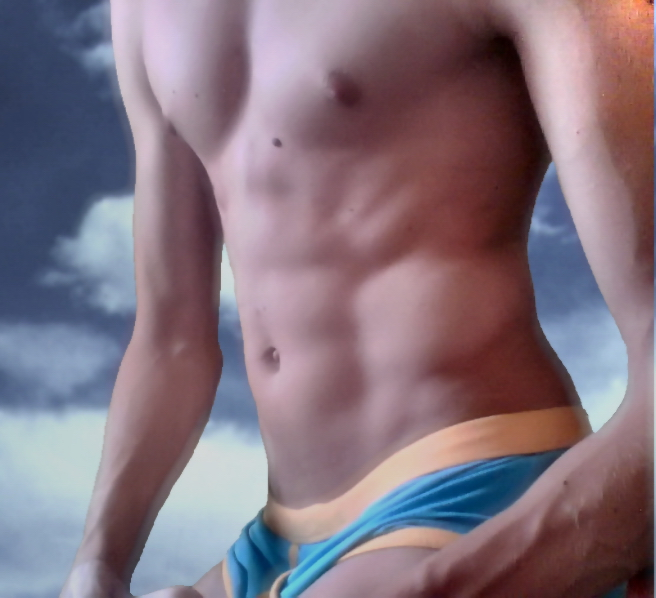
Exemple d'un abdomen humain masculin.

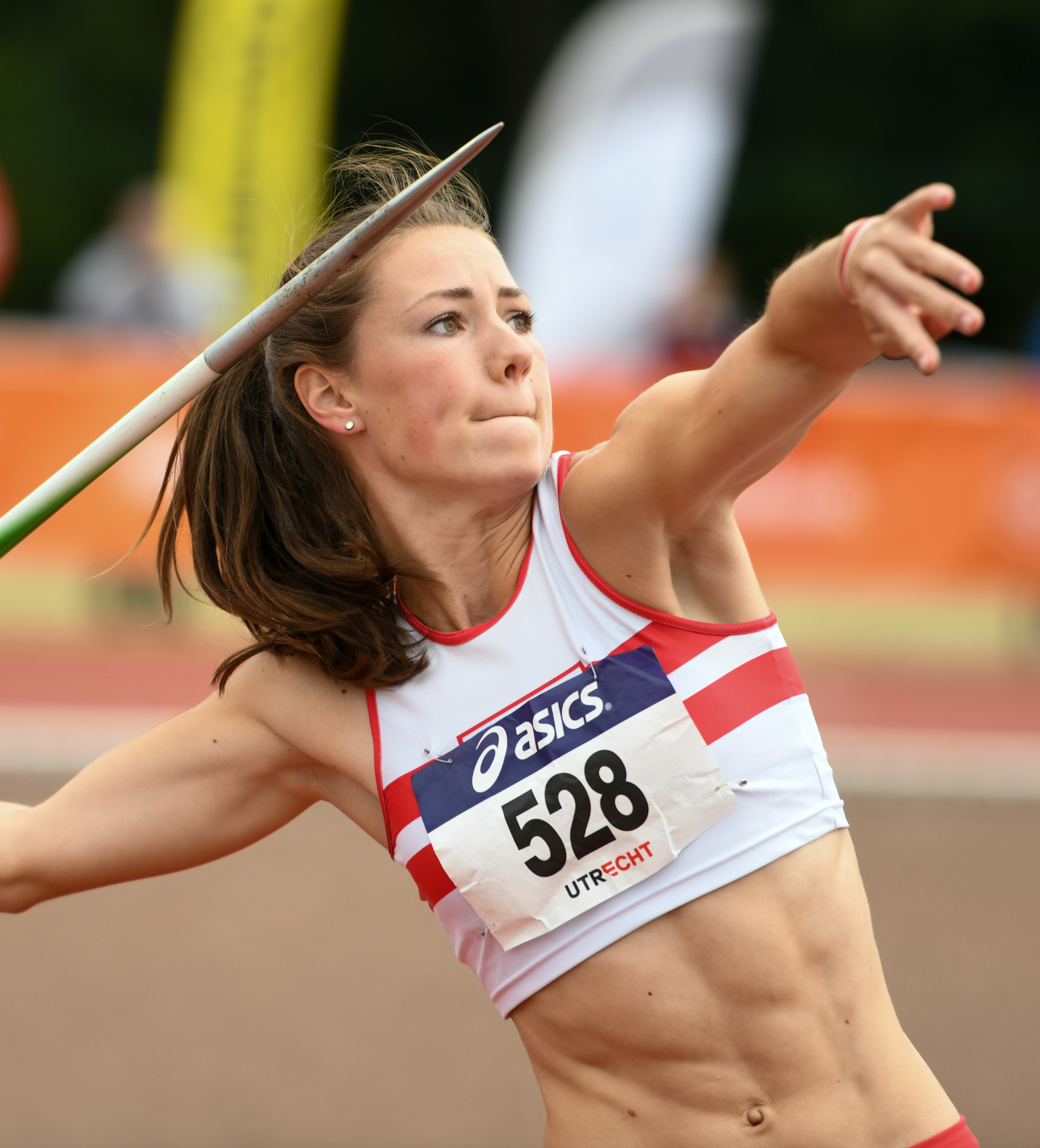
Exemple d'abdominaux féminins de la lanceuse de javelot Emma Oosterwegel.

Les muscles abdominaux ou muscles de la paroi abdominale antéro-latérale (désignés dans le langage courant par le terme abdominaux ou, plus familièrement, abdos) sont des muscles squelettiques constituant la paroi antérolatérale de l'abdomen. Ils s’étendent du thorax jusqu’au bord supérieur du bassin.
Ils sont au nombre de quatre paires, disposées symétriquement : le droit (anciennement appelé grand droit), l'oblique externe (anciennement appelé grand oblique), l'oblique interne (anciennement appelé petit oblique) et le transverse.
Ils permettent d’effectuer des mouvements de rotation et d’inclinaison. Ils jouent un rôle très important dans l’équilibre du bassin, la posture, la statique de la colonne vertébrale, mais aussi dans l’expiration forcée et la toux en antagonisme direct avec le diaphragme en refoulant le contenu abdominal.

## Anatomie

### Muscle droit de l'abdomen

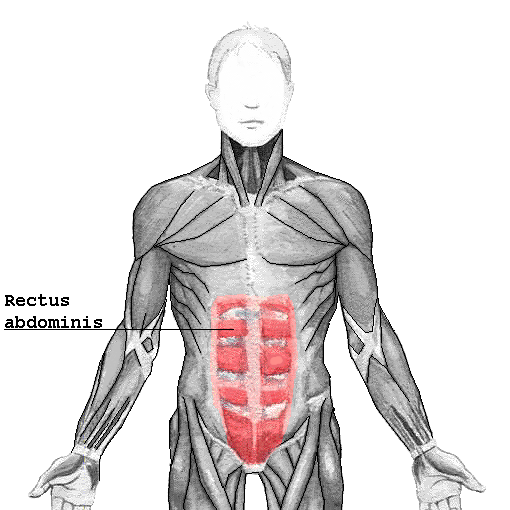
Le Muscle droit de l'abdomen.

Le grand droit se situe à la partie antérieure de l’abdomen. C’est un muscle plurigastrique pair qui est contenu dans la gaine aponévrotique résistante, la gaine rectusienne qui s’entrecroise au niveau de la ligne médiane pour former la ligne blanche (tendue de l’appendice xiphoïde à la symphyse pubienne).
Son origine se fait par trois digitations charnues au niveau des faces externes des cartilages costaux des 5, 6 et 7e côtes et l’appendice xiphoïde.
De là, il s’étend verticalement vers le bas (sa largeur étant décroissante de son insertion proximale à son insertion distale), il sera large, aplati et entrecoupé par 4 à 5 intersections tendineuses (celles-ci ne vont pas jusqu’à la face profonde du muscle mais s’insèrent malgré tout sur la gaine rectusienne) dont 3 seront sous-ombilicales. Le grand droit de l’abdomen va ensuite se terminer sur la tubérosité pubienne et la surface symphysaire.
Il est entouré de la gaine du droit de l'abdomen, aponévrose constituée de 2 feuillets (antérieur et postérieur).
- Le feuillet antérieur formé par l'aponévrose des obliques externes et interne. Il communique en antérieur avec le péritoine.
- Le feuillet postérieur.

Ces deux feuillets se rejoignent par la ligne blanche
Les grands droits sont au nombre de deux, répartis de part et d’autre de la ligne blanche. Ce muscle sera innervé par les 5, 6, 7, 8, 9, 10, 11, 12e nerfs intercostaux (T5-T12). Il sera responsable de la rétroversion du bassin, si l’on prend le thorax comme point fixe, et de la flexion antérieure du rachis si le point fixe est au bassin.

### Muscle oblique externe de l'abdomen

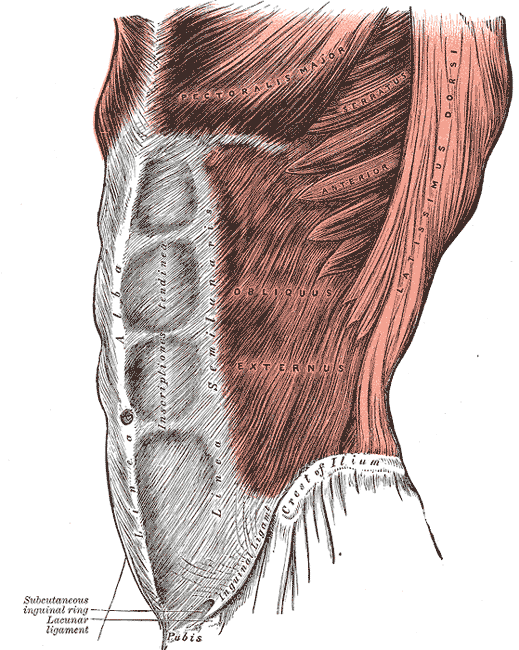
Le muscle oblique externe de l'abdomen - Henry Gray (1825–1861), « Anatomie du corps humain ».

Ce muscle couvre le devant et le côté de l’abdomen, du grand droit de l’abdomen jusqu’au grand dorsal (latissimus dorsi).
Il s’attache sur les sept dernières côtes en alternance avec le grand dentelé (serratus anterior) et le grand dorsal (latissumus dorsi), et sur la crête iliaque. Les fibres se terminent sur l’aponévrose du grand oblique et les deux aponévroses du grand oblique se rejoignent pour former la ligne blanche de l’abdomen.
Lorsque les deux côtés se contractent, les muscles fléchissent le tronc.
Les fibres sont obliques et entraînent le tronc en inclinaison latérale du même côté et en rotation du côté opposé.

### Muscle oblique interne de l'abdomen

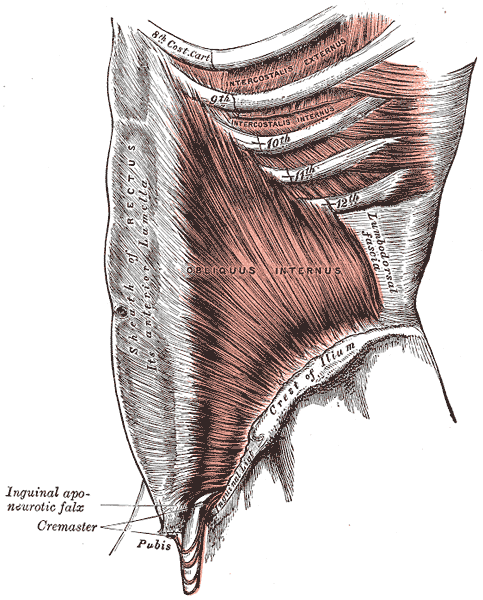
Le muscle oblique interne de l'abdomen.

Situé sous le grand oblique, le petit oblique s’attache en bas sur l’arcade fémorale, sur la crête iliaque et sur l’aponévrose lombaire.
Ses fibres se terminent sur les quatre dernières côtes et sur l’aponévrose du petit oblique. Les fibres se dirigent en éventail et leur action sur un seul côté permet l’inclinaison latérale et la rotation du tronc de côté. Lorsque les deux côtés sont en action et si le bassin est fixe, les petits obliques fléchissent le tronc vers l’avant.
Si le bassin et les vertèbres sont fixes, il est alors muscle expirateur.

### Muscle transverse de l’abdomen

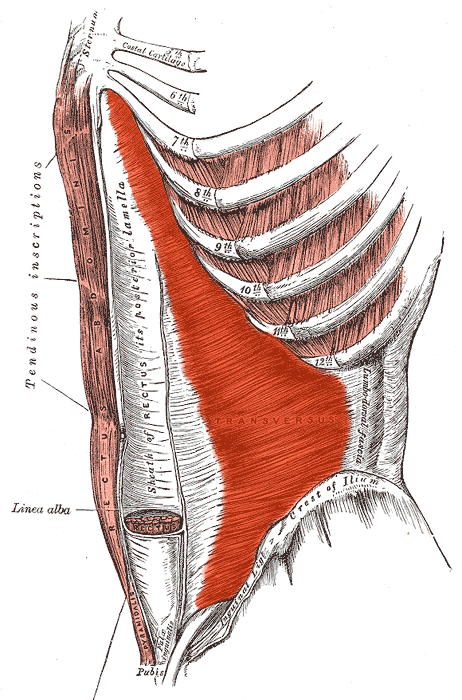
Le muscle transverse de l'abdomen, ici en rouge.

Le transverse est le muscle le plus profond de l’ensemble des abdominaux. Il est considéré comme l'un des muscles stabilisateurs du tronc.
À leur origine ses fibres s’attachent :
- sur la face profonde des sept dernières côtes,
- sur les cinq vertèbres lombaires,
- sur la crête iliaque,
- sur l’arcade fémorale.

Et se terminent sur une aponévrose antérieure qui rejoint celle du transverse opposé au niveau de la ligne blanche de l’abdomen.
Les fibres sont à l’horizontale et lorsqu’elles sont contractées réduisent le diamètre de la région abdominale en rentrant le ventre.
Le transverse est le muscle qui provoque l’action de tousser.

### Muscle pyramidal de l'abdomen
Le pyramidal est un petit muscle inconstant, triangulaire, situé en avant du droit abdominal, près du pubis et de la ligne blanche sur lesquels il s'insère.

## Fonction
Les muscles obliques, attachés au bassin et à la cage thoracique, assurent la rotation du tronc et participent à sa flexion vers l'avant. Ils sont les principaux moteurs de la flexion latérale, et travaillent de façon isométrique dans la plupart des activités, à commencer par la marche. Leur action directe sur le bassin est la rétroversion ou la bascule du bassin vers l'arrière. Leur contraction entraine le rapprochement des basses cotes vers la ligne médiane du corps.
Les grands droits sont responsables de la flexion globale frontale du tronc. Ils assurent aussi l'abaissement des cotes lorsqu'on plie le corps en avant.
Le muscle transverse, les obliques et grands droits constituent les parois latérales d'une boîte musculaire contenant des tissus mous, les viscères. On parle de « caisson abdominal ». Ce système de muscles permet le maintien de la posture érigée. Ils supportent la colonne, le bassin, ainsi que la cage thoracique, et participent à leur mouvements.
Le muscle transverse, à l'expiration, se contracte légèrement, resserrant la taille sur elle-même, permettant au diaphragme de remonter vers la cage thoracique.

## Culture physique

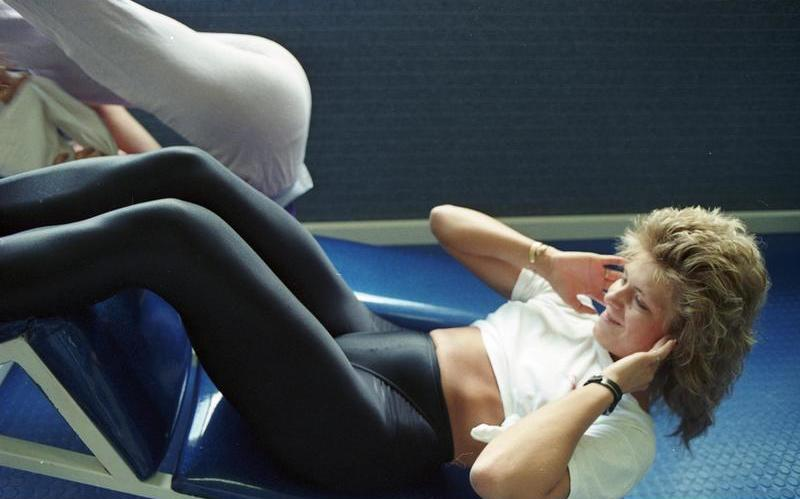
Exercice de renforcement de la ceinture abdominale.

On appelle aussi « abdominaux » les exercices de musculation, ou gainage, destinés à muscler ou à faire ressortir les muscles abdominaux. Divers exercices peuvent être pratiqués pour augmenter la masse musculaire des abdominaux, comme les redressements du buste (crunch), le pédalo, la planche ou encore le travail avec une roue. En fait, tout exercice visant à garder le corps droit ou à amener le bas du corps vers sa partie supérieure pourra contribuer à travailler les muscles abdominaux.
Un travail de musculation déséquilibré en faveur des muscles les plus apparents, les grands droits, entraîne des lésions. La pression exercée sur l'ensemble mou des viscères se transmet à des muscles moins fortement sollicités, notamment le transverse et le périnée. Un effort peut ainsi causer une hernie abdominale ou un prolapsus génital ou anal[réf. à confirmer].

## Dans la culture populaire
Une musculature abdominale bien développée associée à un faible taux d'adiposité est couramment désignée par l'expression tablette de chocolat, en raison de l'aspect typique de quadrillage dû aux bandes aponévrotiques qui séparent le droit abdominal en trois à cinq paires de « carrés » (le nombre et la disposition de ceux-ci – qui peuvent être asymétriques – étant déterminé à la naissance).